# Natura 2000-område nr. 6 Kærsgård Strand, Vandplasken og Liver Å
Natura 2000-område nr. 6 Kærsgård Strand, Vandplasken og Liver Å er en naturplan under det fælleseuropæiske Natura 2000-projekt. Planområdet Kærsgård Strand, Vandplasken og Liver Å, har et areal på 442 hektar, og er udpeget som EU-habitatområde, og den sydlige af området er fredet. Arealerne omkring Liver Å’s udløb, ca. 115 ha blev fredet i 1956; Vandplasken og nogle klitområder ved Kærsgård Strand, i alt ca. 188 ha blev fredet i 1962 .
Området ligger ud til Skagerrak syd for Hirtshals, op til Tornby Klitplantage mod øst, og Skallerup Klit mod syd, ca. 10 nordvest for Hjørring. Det består af et varieret klitlandskab, dels på hævet havbund og dels oven for stenalderhavets kystlinie. Der findes en del lignende landskabsdannelser langs Vendsyssels nordvestkyst, men hvor der nu er enten sommerhusområder eller klitplantager.
Klitterne er kalkholdige og meget artsrige, med store klitlavninger der
rummer mange forskellige naturtyper og plantesamfund: Permanente søer, bl.a. flere lobeliesøer, temporære søer med små amfibiske planter, rigkær, tagrør-sump og vældprægede enge og moser.
Flere af har en helt unik flora og fauna, og området er
måske det sted i Danmark med flest sjældne og halvsjældne plantearter. Her findes bl.a. to af landets største bestande af mygblomst, bestande af sort-skæne, bredbladet kæruld og landets eneste kendte voksested for mosset mørk knappenålsmos (Catoscopium nigritum), samt store bestande af ansvarsarten vendsyssel-gøgeurt og orkideen pukkellæbe.
Det er også her, hvor man finder arten kildevælds-vindelsnegl, som er den eneste kendte bestand i hele Vendsyssel. Området er rigt på insekter og er en af landets bedste dagsommerfuglelokaliteter
Liver Å gennemskærer området med afsnørede meandersving (åslynger) har efterladt en række småsøer og kær.
Vandplasken er en lobeliesø udpeget som særligt naturvidenskabeligt interesseområde pga. dens beliggenhed i den upåvirkede og fredede klit. Der er i henhold til fredningen forbud mod offentlig færdsel omkring Vandplasken.
Området er en del af DragonLIFE  der skal gøre en særlig indsats for at sikre væsentlige bestande af den akut truede stor kærguldsmed og den sårbare løgfrø.
Natura 2000-planen er vedtaget i 2011, hvorefter kommunalbestyrelserne og Naturstyrelsen skal udarbejde bindende handleplaner, som skal sikre gennemførelsen af planen.
Natura 2000-planen er koordineret med vandplan 1.1 Nordlige Kattegat, Skagerrak.
Natura 2000-området ligger i Hjørring Kommune